# Latocestus marginatus
Latocestus marginatus is een platworm (Platyhelminthes). De worm is tweeslachtig. De soort leeft in het zoute water.
Het geslacht Latocestus, waarin de platworm wordt geplaatst, wordt tot de familie Latocestidae gerekend. De wetenschappelijke naam van de soort werd voor het eerst geldig gepubliceerd in 1907 door Meixner.